# XXIVe gouvernement de la République (Espagne)
Seconde République espagnole
Caballero I Negrín I
Le XXIVe gouvernement de la République (XXIVe Gobierno de la Republica) est le gouvernement de la République espagnole en fonction du 4 novembre 1936 au 17 mai 1937, durant la Guerre Civile. Ce gouvernement est également le premier à comprendre une femme, Federica Montseny. Il fut aussi surnommé le « second gouvernement de la Victoire ».

## Composition
| Portefeuille                                          | Titulaires | Titulaires                 | Parti Syndicat |
| ----------------------------------------------------- | ---------- | -------------------------- | -------------- |
| Président du Conseil Ministre de la Guerre            |            | Francisco Largo Caballero  | PSOE           |
| Ministre de l'Économie et des Finances                |            | Juan Negrín                | PSOE           |
| Ministre d'État                                       |            | Julio Álvarez del Vayo     | PSOE           |
| Ministre de la Justice                                |            | Juan García Oliver         | FAI-CNT        |
| Ministre du Gouvernement                              |            | Ángel Galarza              | PSOE           |
| Ministre du Commerce                                  |            | Juan López Sánchez         | CNT            |
| Ministre de la Santé et de l'Assistance Social        |            | Federica Montseny          | CNT            |
| Ministre de la Marine et de l'Air                     |            | Indalecio Prieto           | PSOE           |
| Ministre de l'Instruction Publique et des Beaux-arts  |            | Jesús Hernández Tomás      | PCE            |
| Ministre des Travaux publics                          |            | Julio Just Gimeno          | IR             |
| Ministre de l'Industrie                               |            | Joan Peiró                 | CNT            |
| Ministre du Travail et du Bien-être social            |            | Anastasio de Gracia        | PSOE           |
| Ministre de l'Agriculture                             |            | Vicente Uribe              | PCE            |
| Ministre des Communications et de la Marine Marchande |            | Bernardo Giner de los Ríos | UR             |
| Ministre de la Propagande                             |            | Carlos Esplá               | IR             |
| Ministre sans Portefeuilles                           |            | José Giral                 | IR             |
| Ministre sans Portefeuilles                           |            | Manuel de Irujo            | PNV            |
| Ministre sans Portefeuilles                           |            | Jaume Aiguadé Miró         | ERC            |